# المجتمع (مسلسل)
المجتمع (بالإنجليزية: The Society) هو مسلسل دراما غموض أمريكي من تأليف كريستوفر كيزر وبطولة كاثرين نيوتن، غيديون أدلون، شون بيردي، ناتاشا ليو بورديزو، أوليفيا ديجونج، كريستين فروسيث ورايتشل كيلر.عرض المسلسل على منصة نتفليكس في 10 مايو 2019 وعلى الرغم من الأعلان عن تجديده لموسم ثاني إلا أنه تم إلغائه نتيجة جائحة فيروس كورونا.

## روابط خارجية
المجتمع على موقع IMDb (الإنجليزية)
- المجتمع على موقع روتن توميتوز (الإنجليزية)
- المجتمع على موقع نتفليكس (الإنجليزية)
- المجتمع على موقع كينوبويسك (الروسية)
- المجتمع على موقع ألو سيني (الفرنسية)
- المجتمع على موقع قاعدة بيانات الفيلم (الإنجليزية)